# Chisocheton longistipitatus
Chisocheton longistipitatus är en tvåhjärtbladig växtart som först beskrevs av Jacob Whitman Bailey, och fick sitt nu gällande namn av L. S. Smith. Chisocheton longistipitatus ingår i släktet Chisocheton och familjen Meliaceae. Inga underarter finns listade i Catalogue of Life.